# Complesso del museo navale di Balaklava
Il  Complesso del Museo Navale di Balaklava (in ucraino Морський музейний комплекс "Балаклава"?, Russo: Музей холодной войны, "Museo della Guerra Fredda", chiamato K-825) è una base sottomarina a Balaklava in Crimea, (originalmente conosciuto come Oggetto 825 GTS). Era una struttura militare segretissima durante la guerra fredda, sita nella baia di Balaklava.
Oggi serve come museo e ospita anche un museo sulla guerra di Crimea.

## La base

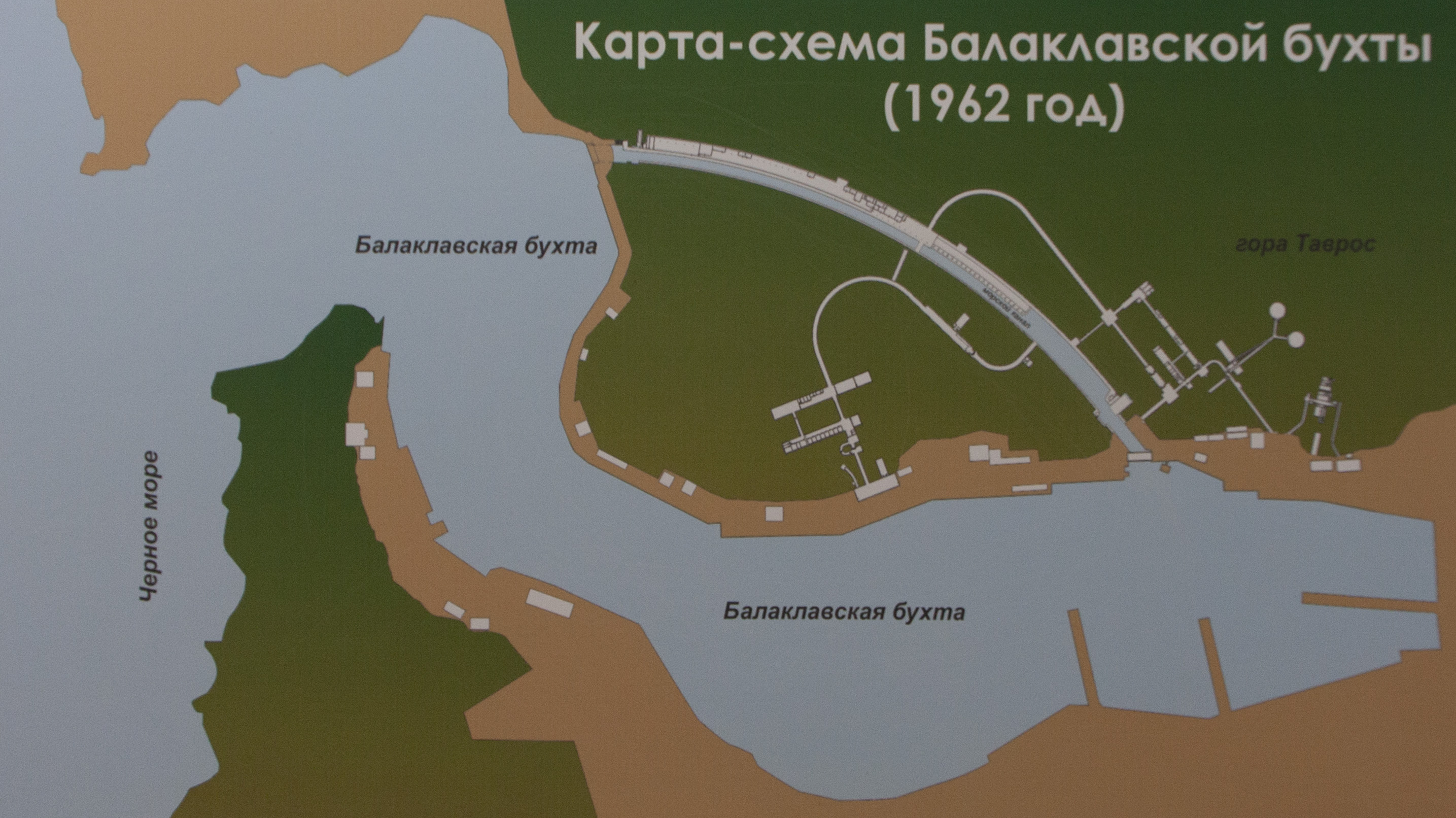
Mappa della base

La base è stata costruita per sopportare un'esplosione nucleare di categoria I (protezione da un colpo diretto da una testata nucleare di 100 kt), che comprende una rete sotterranea combinata di canali d'acqua con un pontile a secco, officine di riparazione, magazzini per l'immagazzinamento di siluri e altre armi. Inoltre poteva ospitare il personale per proteggerli dal fallout nucleare. Situata nella montagna di Tavros, su entrambi i lati delle quali ci sono delle uscite. Se necessario, potevano essere utilizzati i cancelli a cassone, che sigillavano l'intero complesso. Per uscire in mare aperto, vi è un'uscita sul lato nord della montagna. Dei fori della roccia erano ben coperti con dispositivi e reti di camuffamento.
Oggetto 825 GTS era destinato a ospitare, riparare e mantenere i sottomarini dei Progetti 613 e 633. Il canale centrale dell'acqua, la cui lunghezza è a 602 metri, potrebbe ospitare fino a 7 sottomarini se necessario e in tutti i canali fino a 14 Sottomarini di diverse classi. I canali d'acqua hanno una profondità fino a 8 metri, con larghezza variabile da 12 a 22 metri. L'area totale di tutti i servizi di questa base è di circa 9600 m², mentre la superficie totale dell'acqua è di 5200. Il carico dell'apparecchiatura in tempo di pace è stato effettuato sul molo, mentre si osservavano i movimenti dei satelliti spia del possibile avversario militare. Un tunnel speciale veniva utilizzato per il caricamento di attrezzature nella base in caso di guerra. L'intero complesso comprende anche la riparazione e la base tecnica con codice Oggetto 280, progettato per la memorizzazione e il mantenimento dell'arsenale nucleare. La temperatura all'interno della base è mantenuta intorno a 15 °C.

## Storia

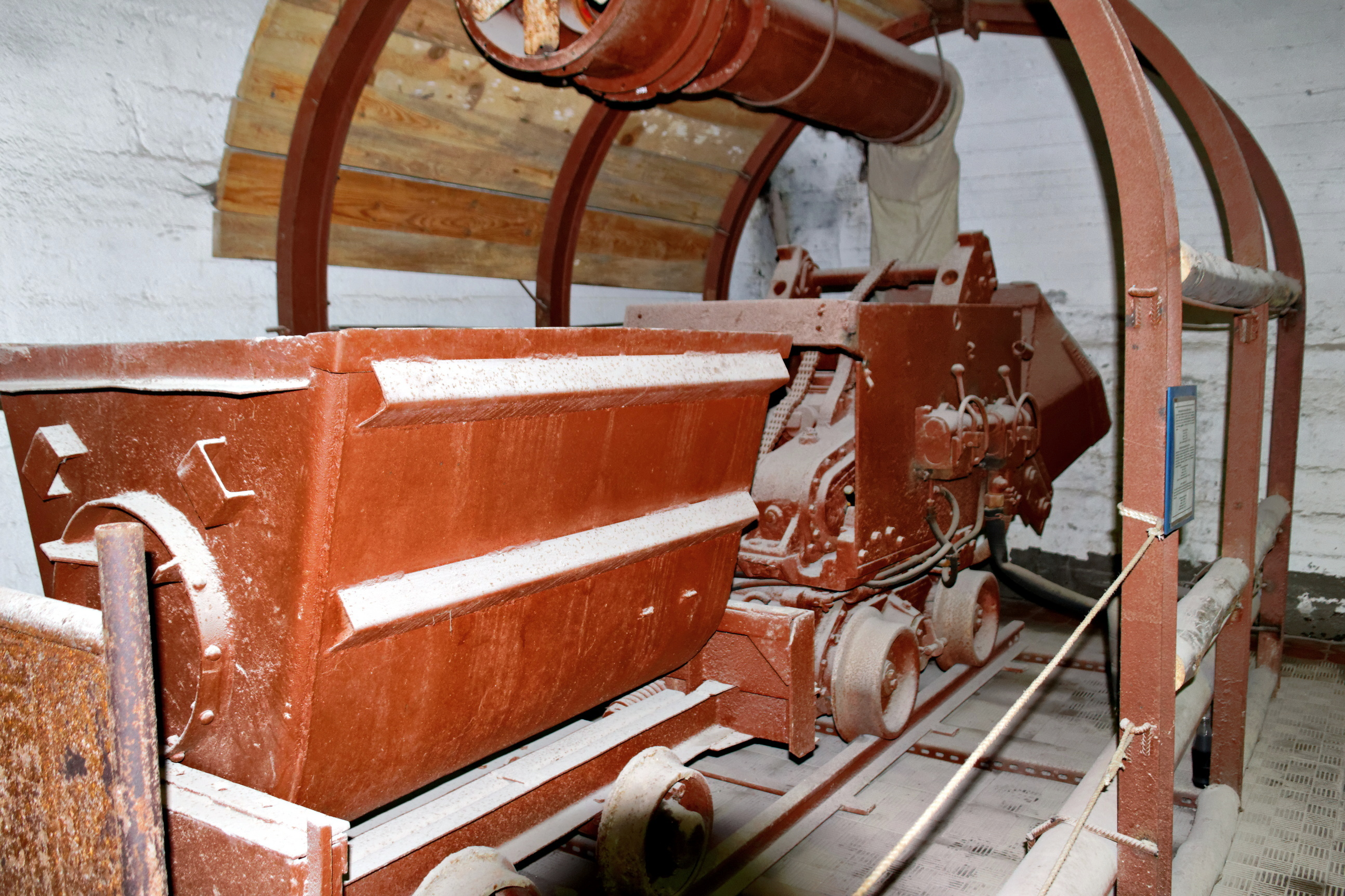
Mezzo per il trasporto delle mine

Nel periodo successivo alla seconda guerra mondiale, le due superpotenze, l'URSS e gli USA, hanno intensificato l'arsenale nucleare, mettendosi in pericolo l'uno con l'altro con il colpo preventivo e gli atti di ritorsione. Fu allora quando Joseph Stalin ha dato a Lavrentiy Beria (che era responsabile in quel momento dei "progetti nucleari"), una direttiva segreta: trovare un luogo in cui si potevano ospitare i sottomarini per un'eventuale ritorsione nucleare. Dopo diversi anni di ricerca è stata individuata la tranquilla Balaklava e la città è stata immediatamente codificata e si è fusa alla città di Sebastopoli come distretto cittadino. Balaklava poggia su un ingresso stretto con una larghezza di soli 200-400 metri. La piccola insenatura protegge la città non solo dalle tempeste, ma anche da occhi indiscreti, poiché non è visibile da qualsiasi angolazione dal mare aperto. Inoltre, il sito è vicino a Sebastopoli, una delle principali basi navali ancora utilizzate dalla flotta del Mar Nero della Russia.
Nel 1957 è stato creato un reparto speciale di costruzione codificato come No. 528, che gestisce la costruzione di impianti sotterranei. La costruzione del complesso sotterraneo è durata 8 anni, dal 1953 al 1961. Durante la costruzione, circa il 120 000 tonnellate di roccia sono state rimosse dal monte Tavros. Per garantire il segreto, le forniture sono state trasportate di notte su una chiatta in mare aperto. Dopo la chiusura nel 1993, la maggior parte del complesso è divenuto non custodito. Infatti, nel 2000, l'impianto abbandonato è stato consegnato alla Marina Militare Ucraina.

Tuttavia, durante il periodo di abbandono dal 1993 al 2003, questa ex base ha subito dei saccheggi di tutte le strutture metalliche.

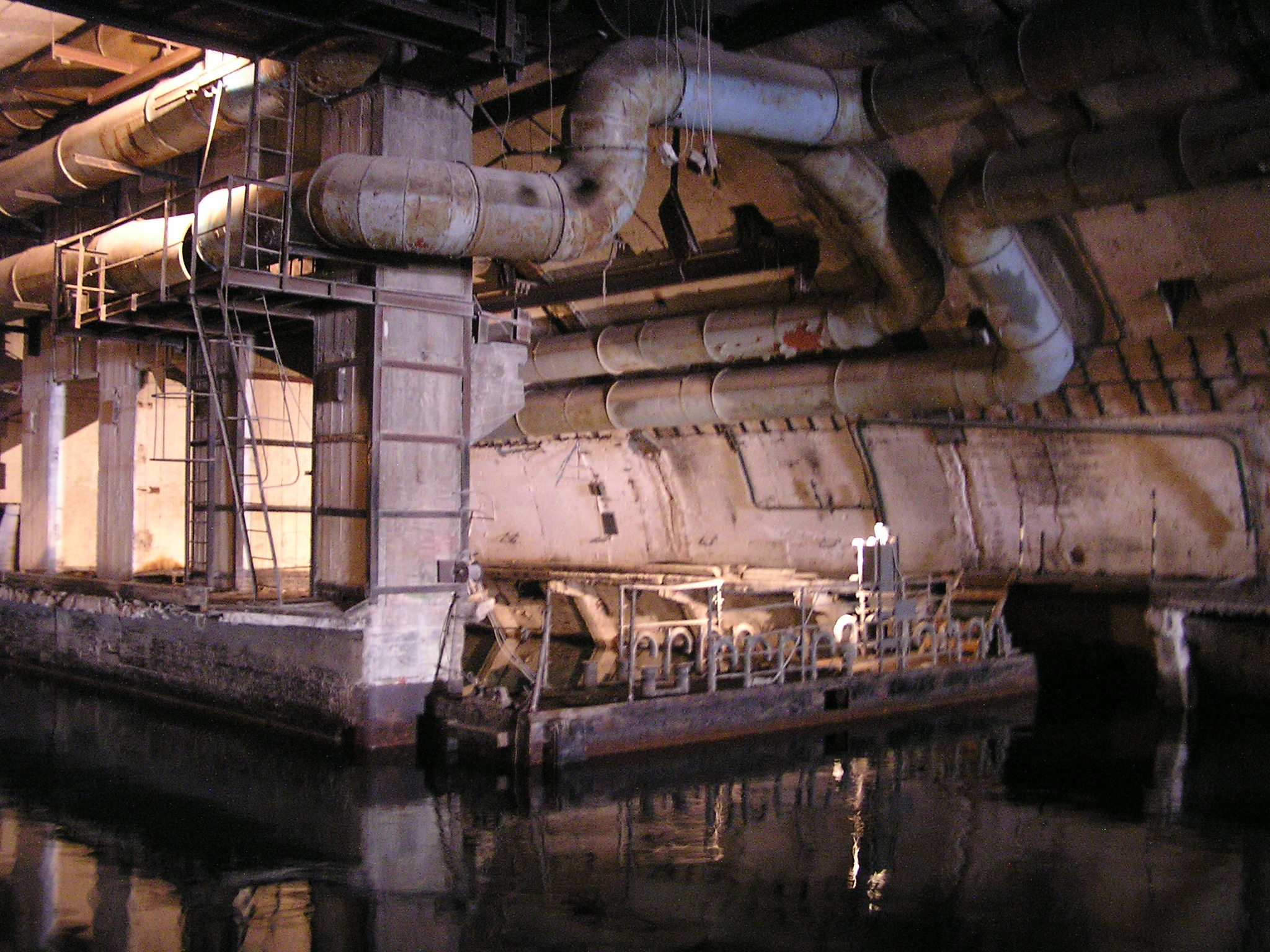
Molo per la manutenzione dei sottomarini in secca

La "Commissione marina" di Sebastopoli, guidata da Vladimir Stefanovsky, ha proposto la costruzione del museo attuale. Il museo avrebbe ospitato delle sale espositive a tema, con le officine di riparazione e gli arsenali, un sottomarino presso il molo sotterraneo, un centro turistico, una sala cinematografica con una cronaca del tempo di confronto militare attivo tra i due superpoteri e, infine, un Memoriale sotterraneo, che avrebbe immortalato i ricordi dei submarinai deceduti che sono stati uccisi senza ferite da proiettili - nella vera guerra fredda nelle profondità dell'oceano.

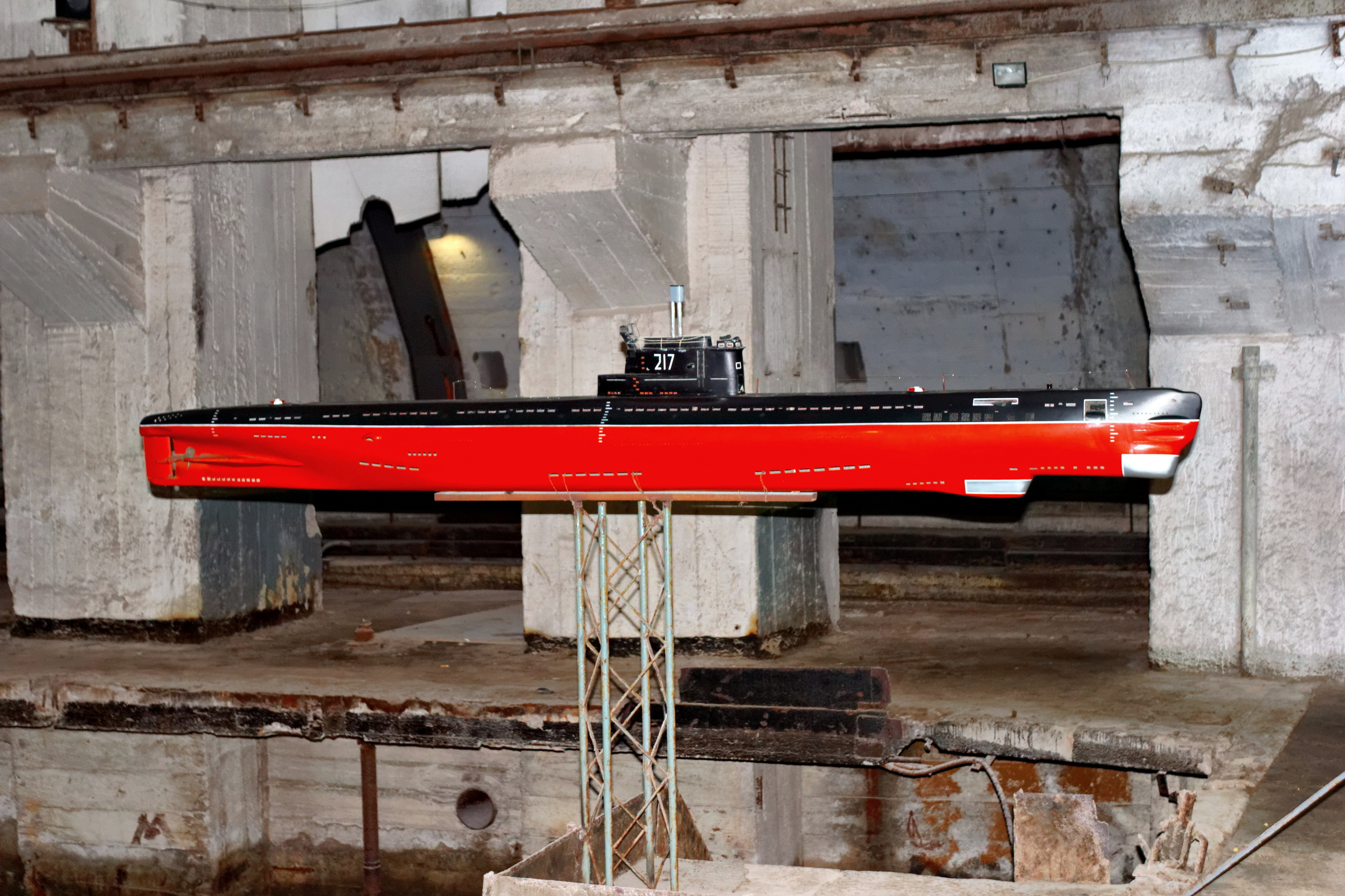
Modello di sottomarino del progetto 613, Museo Navale di Balaklava

Il 10 ° anniversario del museo è stato celebrato nel giugno 2013. Sono stati presenti i veterani sottomarini, ex dipendenti della base, nonché rappresentanti delle autorità, delle forze armate e degli studenti.
La struttura è stata posta sotto la giurisdizione della Russia e dell'area meridionale del Museo di Storia Militare delle strutture fortificate della Federazione Russa nel 2014, dopo l'annessione della Crimea.

## Il restauro
Secondo le informazioni di stampa del marzo 2014, la Russia sta prendendo in considerazione la possibilità di ripristinare la base sottomarina a Balaklava.

## Basi simili
- La base navale sotterranea a Muskö, Svezia, progettata per l'impiego di motocannoniere missilistiche e cacciatorpediniere.
- Rifugi di Fallout e negozi di riparazione nella baia di Pavlovsk.
- Rifugio di Fallout e negozi di riparazione subacquei a Vidyaevo.
- La base sottomarina sotterranea della marina albanese nella costa adriatica, una struttura militare segreta costruita anche durante la guerra fredda. Questa base è stata usata prima per costruire sottomarini sovietici, ma in seguito è andata sotto il controllo della NATO nel 2009.

## Nella cultura di massa
Il film d'azione americano del 2012, "Soldiers of Fortune", ha girato alcune parti in prossimità della base.